# Ядувир Кришнадатта Чамараджа Водеяр
Ядувир Кришнадатта Чамараджа Водеяр (при рождении — Ядувир Гопалрадж Урс) (род. 24 марта 1992) — титулярный 27-й махараджа или «хранитель» бывшей правящей семьи Княжества Майсур и глава династии Водеяров (с 2015 года). Хотя у него нет официального титула или роли, он известен как махараджа Майсура.

## Ранняя жизнь и образование
Родился 24 марта 1992 года в Бангалоре (штат Карнатака, Индия). Единственный сын профессора Шри Сварупа Ананда Гопала Раджа Урса (род. 1960) из клана Беттада-Котэ и его жены Лилы Трипурасундари Деви из Каллахалли (род. 11 марта 1966). У него есть младшая сестра, Джаятмика Лакшми Деви Амманну Авару Урс (род. 5 сентября 1995). Ядувир является внуком Махараджакумари Шри Гаятри Деви Амманни Авру (1946—1974), старшей дочереи Джаячамараджендры Водеяра (1919—1974), последнего правящего махараджы Майсура (1940—1950), и Сардара Кантараджа Басавараджа Рамачандрараджа Урса (1936—2011).
Беттада-Коте был одним из самых крупных джагиров (феодальных ленов), преданных махарадже Майсура. Ядувир происходил из этого феодального рода. Его предки со стороны отца были отдаленно связаны м династией Водеяров, махараджей Майсура, потому что предок Ядувира был усыновлен княжеской семьей и вступил на престол как махараджа Чамараджендра Водеяр X в 1868 году. По материнской линии Ядувир находится в прямом родстве с правящей династией Водеяров. Лила Трипурасундари Деви, дочь Кантхараджа Басавараджа Урса, владетеля джагира Каллахалли (под Майсуром), и его жены, принцессы Гаятри Деви, старшей дочери махараджи Джаячамараджендры Водеяра. Таким образом, бабушка Ядувира по материнской линии, Гаятри Деви, была сестрой покойного Махараджи Шрикантадатты Нарасимхараджи Водеяра, приемного отца Ядувира.
Ядувир получил свое образование в Бангалоре, сначала в школе Vidya Niketan, а затем в каннадской международной школе. Затем он получил степень бакалавра в области английской литературы и экономики в Университете Массачусетса, Амхерст.

## Наследование
60-летний Шрикантадатта Нарасимхараджа Водеяр, предыдущий глава бывшей княжеской семьи Водеяров, скончался бездетным 10 декабря 2013 года, не назвав преемника, оставив пост главы семьи вакантным. Согласно семейной традиции, и в соответствии с индуистскими обычаями, это право было оставлено его вдове, Раджмате, чтобы избрать наследника, который займет должность главы семьи. Она и другие члены семьи, а также члены бывших высших дворянских родов княжества, думали над этим вопросом в течение более одного года. Во время этого междуцарствия во дворце не проводилось никаких празднеств или каких-либо нерелигиозных церемоний, за исключением ритуалов, связанных с Дасарой, которые, согласно традиции, никогда не откладываются даже после смерти главы семьи, поскольку это связано с почитанием богини Дурги Чамундешвари, главного божества Майсура, во дворце. В этом случае «королевский меч» использовался для представления величия покойного главы семьи, и ритуалы проводились с использованием этого традиционного устройства.
Междуцарствие продолжалось более одного года, в течение которого Раджамате проводила консультации с членами семьи, Раджагуру и священнослужителями, которые традиционно консультируют главу семьи, а также с важными членами бывших знатных родов княжества Майсур. Наконец, 12 февраля 2015 года, спустя четырнадцать месяцев после смерти мужа, вдова Сатья Прамода Деви Водеяр провела во Дворце пресс-конференцию и представила общественности своего «приемного сына». Избранным кандидатом стал Ядувир Урс, сын Сварупананда Гопалраджа Урса из Беттада-Котэ, а также внук принцессы Гаятри Деви, умершей старшей сестры покойного главы семьи. Этот выбор, сказала Прамода Дэви, был сделан с согласия почти всех членов семьи, а также других мирских и духовных деятелей, чье мнение было принято во внимание.
Объявление было встречено с облегчением и одобрением по всему штату Майсур, где люди были обеспокоены беспрецедентной продолжительностью междуцарствия. В настоящее время монархия формально не существует, княжество Майсур было объединено с остальной Индией в 1948 году, а оставшиеся титулы и привилегии махараджи Майсура были отменены правительством Индии в 1971 году. Эта идея шокировала жителей штата, которые по-прежнему имеют сильный эмоциональный резонанс с бывшей королевской семьей. Шрикантадатта продолжает играть важную, ключевую роль в религиозных и социальных церемониях. Княжеская семья продолжает играть важную роль в культурной жизни штата Карнатака. Раджамате Прамода Деви объявила, что обычаи и традиции семьи, а также её связь с народом будут продолжаться, как и прежде.
Тем не менее, некоторые небольшие разногласия возникли во время усыновления Ядувира.
Прамода Деви официально усыновила его на церемонии 23 февраля 2015 года. Это усыновление сделало его приёмным сыном Шрикантадатты Водеяра и Прамоды Деви Водеяр, и он был официально переименован в Ядувира Кришнадатту Чамараджу Водеяра.

## Как глава семьи
С его церемонией помазания 28 мая 2015 года он стал в 23 года двадцать седьмым главой бывшей королевской семьи Княжества Майсур. Он провел свой первый Дасара дурбар в сентябре 2015 года.
27 июня 2016 года, спустя более года после своего помазания, Ядувир Водеяр женился на Махарани Шри Тришихе Кумари (род. 24 октября 1994), младшей дочери Харшвардхана Сингха и Махешри Кумари из бывшей королевской семьи Дунгарпур из штата Раджастхан. Тришиха родила мальчика, Аядиавира Нарасимхараджу Водеяра, 6 декабря 2017 года в Бангалоре.